# Controversa Fischer
Controversa Fischer este numele unei dispute care a avut loc din 1959 până prin 1985 – sau într-un sens mai restrâns din 1962 până în 1970/71 – pe plan internațional (în Occident în general și în Germania de Vest în special) între istorici în privința strategiei politice a Imperiului German înainte de și în timpul Primului Război Mondial, a responsabilității germane în izbucnirea războiului în 1914 și a problemei continuității de lungă durată a politicii hegemonice germane. Disputa a avut la origine cercetările istoricului hamburghez Fritz Fischer, în special cartea sa apărută în 1961 sub titlul Griff nach der Weltmacht. Controversa a avut o însemnătate enormă pentru transmiterea memoriei și scrierea istoriei politice și, în faza ei de vârf, a fost intensiv urmărită și acompaniată și de către publicistica generalistă. De partea opozanților lui Fischer au intervenit în mod repetat politicieni influenți, printre care cancelarul federal Ludwig Erhard, Franz Josef Strauß și președintele Bundestag-ului Eugen Gerstenmaier.